# (5408) Thé
(5408) Thé es un asteroide perteneciente al cinturón de asteroides, descubierto el 25 de marzo de 1971 por Cornelis Johannes van Houten en conjunto a su esposa también astrónoma Ingrid van Houten-Groeneveld y el astrónomo Tom Gehrels desde el Observatorio del Monte Palomar, Estados Unidos.

## Designación y nombre
Designado provisionalmente como 1232 T-1. Fue nombrado Thé en honor a Pik Sin Thé con motivo de su 65º cumpleaños. Estudió en los EE. UU., se convirtió en director del Observatorio de Lembang, Indonesia, y más tarde fue profesor en la Universidad de Ámsterdam. Especialista en las estrellas jóvenes y variables, sobre las cuales ha realizado una importante investigación.

## Características orbitales
Thé está situado a una distancia media del Sol de 2,260 ua, pudiendo alejarse hasta 2,574 ua y acercarse hasta 1,947 ua. Su excentricidad es 0,138 y la inclinación orbital 4,081 grados. Emplea 1241,77 días en completar una órbita alrededor del Sol.

## Características físicas
La magnitud absoluta de Thé es 13,7.